# Liparetrus sylvicola
Liparetrus sylvicola är en skalbaggsart som beskrevs av Fabricius 1775. Liparetrus sylvicola ingår i släktet Liparetrus och familjen Melolonthidae. Inga underarter finns listade i Catalogue of Life.